# Brachytoma rufolineata
Brachytoma rufolineata là một loài ốc biển, là động vật thân mềm chân bụng sống ở biển trong họ Drilliidae.